# Tjockfotar
Tjockfotar (Burhinidae) är en familj med stora vadarfåglar.

## Utbredning
Tjockfotarna förekommer i torra eller halvtorra miljöer över hela världen inom den tropiska zonen, men några arter häckar också i det tempererade Europa och Australien. De flesta arter är stannfåglar men tjockfot (Burhinus oedicnemus) är en flyttfågel som häckar i tempererade Europa och övervintrar i Afrika.

## Utseende och läte
Arterna i familjen är medelstora till stora fåglar med kraftiga svarta eller gula näbbar och stora gula ögon som ger dem ett reptillikt utseende. De är främst aktiva på natten då man kan höra deras starka, klagande läten som påminner om spovarnas.

## Föda
Deras föda består huvudsakligen av insekter och andra små ryggradslösa djur. Större arter tar också ödlor och även små däggdjur. 

## Systematik
Tjockfotar är en del av ordningen vadarfåglar (Charadriiformes). Deras närmaste släktingar är de antarktiska slidnäbbarna (Chinoidae) samt den sydamerikanska magellanpiparen (Pluvianellidae).

### Lista med släkten och arter
Enligt Clements et al 2023:
- Släkte Hesperoburhinus
  - Amerikansk tjockfot (Hesperoburhinus bistriatus)
  - Perutjockfot (Hesperoburhinus superciliaris)
- Släkte Esacus
  - Strandtjockfot (Esacus recurvirostris)
  - Kusttjockfot (Esacus neglectus)
- Släkte Burhinus
  - Fläcktjockfot (Burhinus capensis)
  - Vattentjockfot (Burhinus vermiculatus)
  - Stylttjockfot (Burhinus grallarius)
  - Tjockfot ( Burhinus oedicnemus)
  - Indisk tjockfot (Burhinus indicus)
  - Senegaltjockfot (Burhinus senegalensis)